# Anelosimus eximius
Espèce
Synonymes
- Theridion eximium Keyserling, 1884
- Anelosimus socialis Simon, 1891

Anelosimus eximius est une espèce d'araignées aranéomorphes de la famille des Theridiidae.
C'est une des rares espèce d'araignées sociales que l'on connaisse : parmi les quelque 50 000 espèces d'araignées répertoriées, seules une vingtaine d'espèces affichent un comportement social.

## Distribution
Cette espèce se rencontre aux Petites Antilles et du Panama à l'Argentine.

## Description

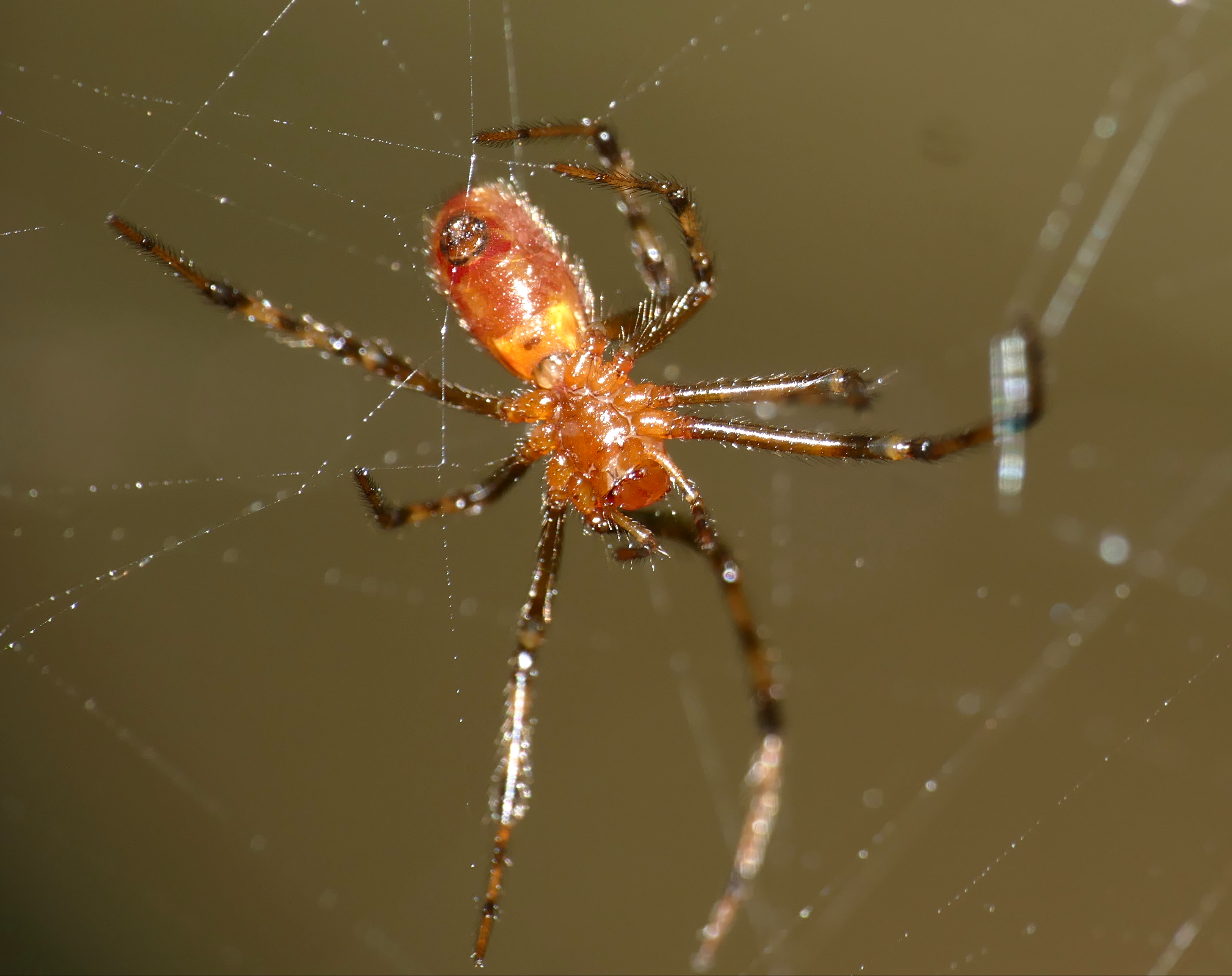
Anelosimus eximius

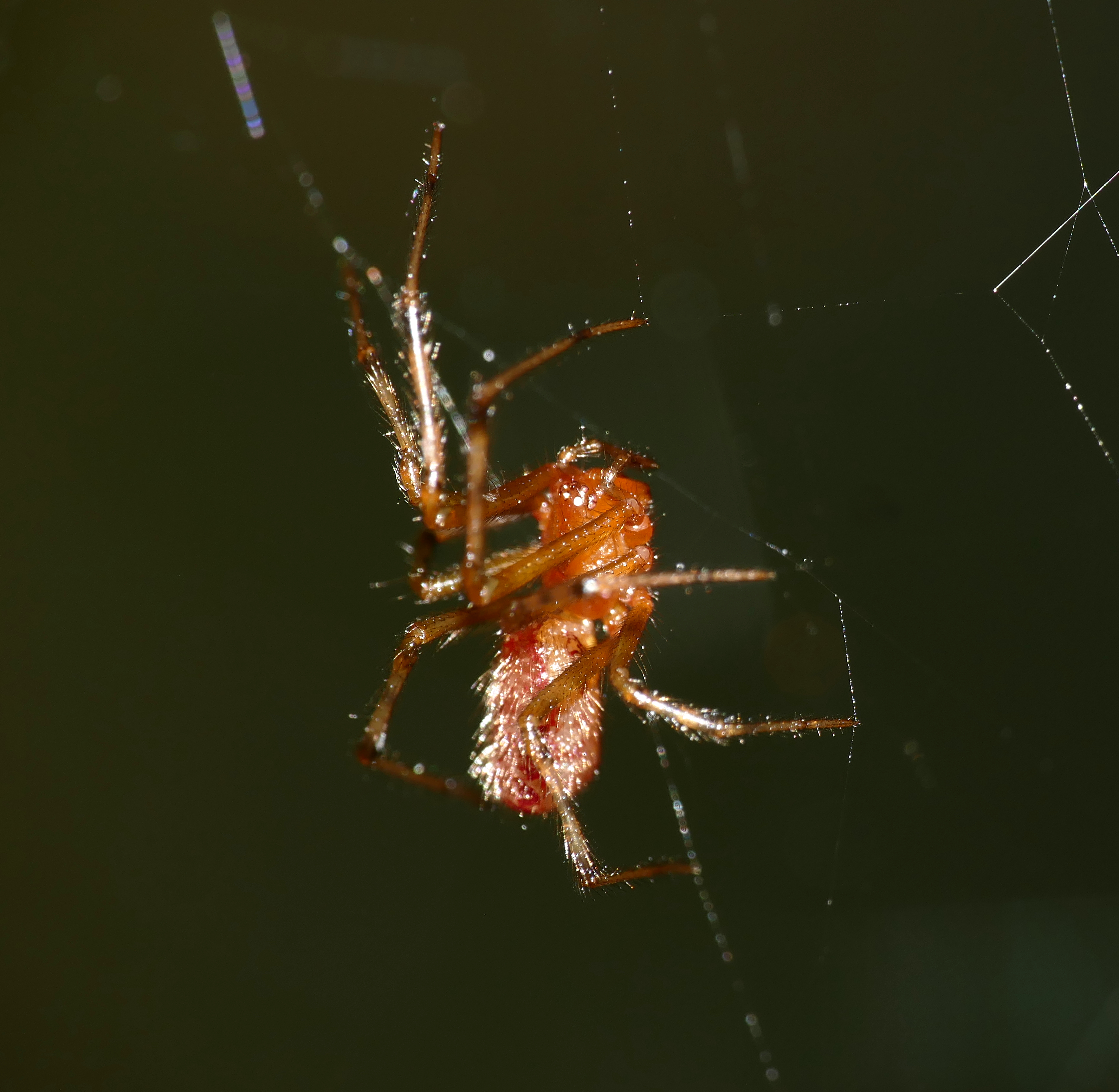
Anelosimus eximius

Les mâles mesurent de 3,0 à 3,2 mm et les femelles de 4,6 à 5,8 mm.

## Comportement
Anelosimus eximius est considérée comme une espèce d'araignées sociales car elles pratiquent le soin des couvées communes et coopèrent en chassant en meute pour capturer leurs proies dans leurs toiles, ce qui leur permet de capturer des proies beaucoup plus grandes qu'un seul individu n'en serait capable, des proies pouvant peser jusqu'à 700 fois leur poids.
Les colonies peuvent comporter plusieurs milliers d'individus.
Elles peuvent être associées à des toiles de Philoponella republicana (Uloboridae) et hébergent des commensaux et cleptoparasites : Diptères Nématocères Mycetophilidae, Hémiptères Miridae (Fulvius sp.) et Nabidae (Arachnocoris) et d'autres araignées Theridiidae du genre Argyrodes.
Ces araignées ayant un système oculaire peu efficace, elle produisent une image mentale de leur environnement en utilisant les vibrations ressenties sur leur toile. Par exemple, si une proie se prend dans leur piège collectif, les araignées se feront une image mentale de ladite proie. Un nombre d'individus correspondant à la taille de la proie ira alors la neutraliser. Elles sont capables de détecter si les vibrations dans leur toile viennent d'une proie ou d'un objet inanimé, pour savoir si une intervention est nécessaire. Elles peuvent aussi savoir si les vibrations viennent d'une proie ou d'un autre membre de leur toile car toutes les araignées d'une même toile se déplacent au même rythme, contrairement à une proie qui se débat.
Anelosimus eximius étant une espèce sociale, ses membres communiquent par des phéromones et des vibrations sur la toile. Les araignées utilisent leurs pattes et leur abdomen pour faire vibrer la toile et communiquer aux autres individus.

## Toile

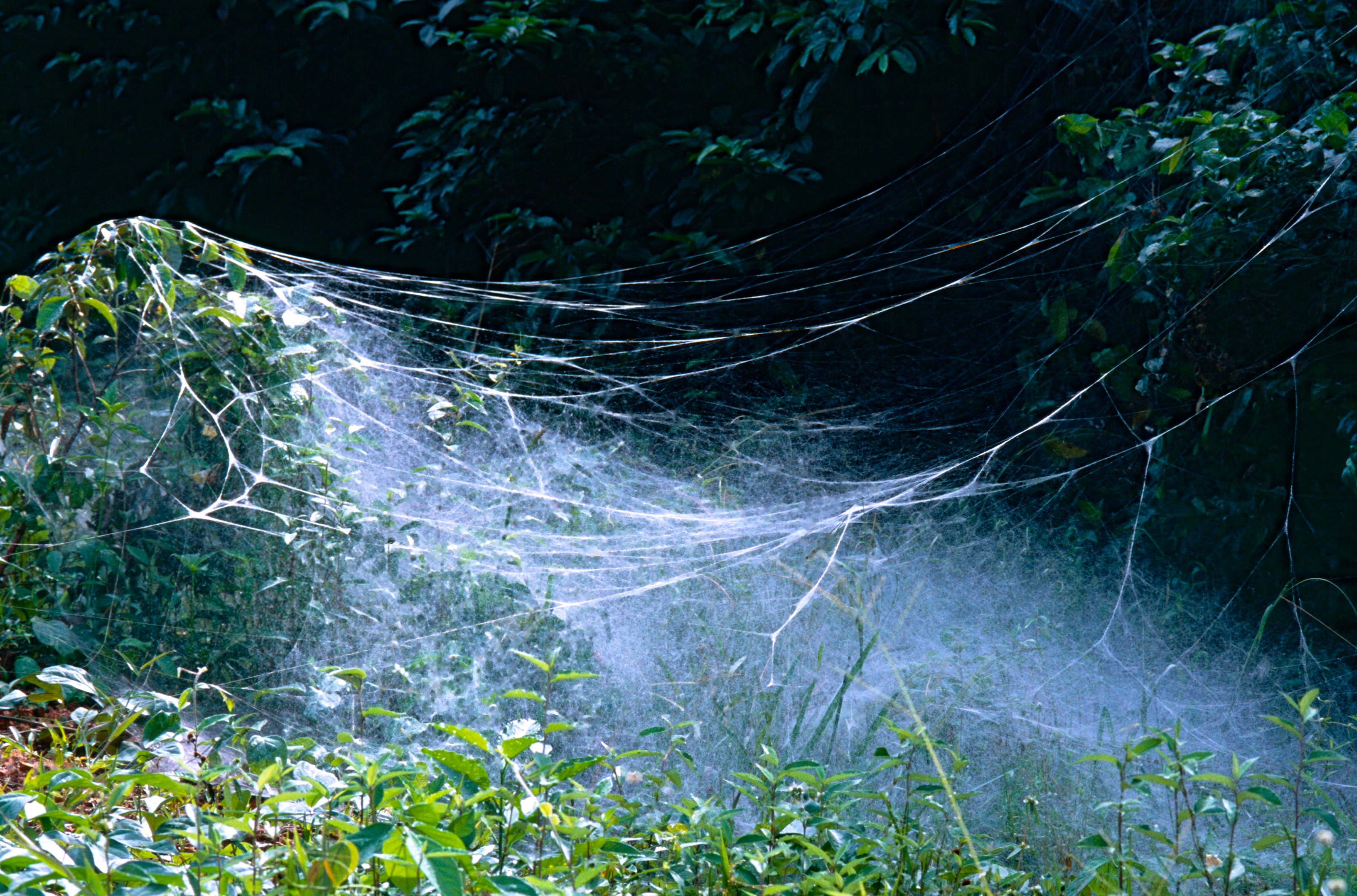
Toile observée en Guyane.

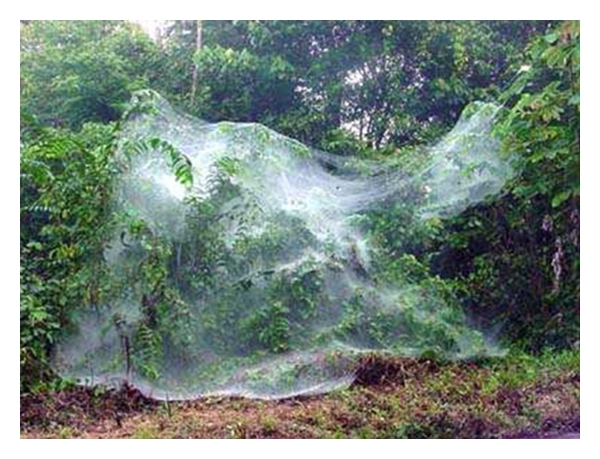
Toile observée en Guyane (A. BERNARD, Piste de Kaw, 2000)

Sa toile a été décrite par Lopez en 1987.
Elles construisent de vastes toiles dont le volume est compris entre 1 litre et 1 m3.

## Systématique et taxinomie
Cette espèce a été décrite sous le protonyme Theridion eximium par Keyserling en 1884. Elle est placée dans le genre Anelosimus par Archer en 1950.
Anelosimus socialis a été placée en synonymie par Simon en 1894.

## Publication originale
- Keyserling, 1884 : Die Spinnen Amerikas II. Theridiidae. Nürnberg, vol. 1, p. 1-222  (texte intégral).